# Juan Schiaffino
Juan Alberto Schiaffino Villano, född 28 juli 1925 i Montevideo, död 13 november 2002 i Montevideo, var en uruguayansk fotbollsspelare. Han var anfallare och var en av 1950-talets största fotbollsstjärnor. Han hade italienskt påbrå och spelade således i det italienska landslaget när han bytte klubb 1954, från Peñarol till Milan.

## Spelarbiografi
Juan Schiaffino föddes och växte upp i Uruguays huvudstad Montevideo. Hans far var italienare och modern paraguayan. Han hade en stor passion för fotboll och började spela för Palermo och Olimpia, innan han fick spela för Nacional. Det var dock en kort visit innan han, 17 år gammal, debuterade för rivalerna Peñarol. Efter två år och fem ligavinster blev han uttagen till landslaget, i en landskamp mot Brasilien den 10 januari 1946. 
Schiaffino slog igenom internationellt i fotbolls-VM 1950 då han ledde Uruguay till landets andra VM-guld. Med 5 mål placerade han sig på andra plats i turneringens skytteliga för det året. Det sista och absolut viktigaste av målen var kvitteringen i slutmatchen mot Brasilien. Turneringen spelade som ett gruppspel där det laget med flest poäng vann guldet. Det räckte för Brasilien att spela lika för att vinna guldet, och när man hade gjort 1–0 i 47:e minuten såg det mörkt ut för Uruguay då man behövde göra 2 mål. Schiaffino klev fram och gjorde ett mål i 66:e minuten och Alcides Ghiggia gjorde det andra målet i 79:e minuten. Uruguay vann till slut med siffrorna 2–1 på den gigantiska Maracanãstadion i Brasiliens dåvarande huvudstad Rio de Janeiro. 
Fyra år senare skulle guldet försvaras, denna gång nådde laget "endast" semifinal där det blev förlust (2–4) mot Ungern. Schiffino visade sig dock återigen vara en av turneringens bästa spelare vilket gjorde att Milan betalade 72 000 pund (värde 1 510 000 pund, år 2008) för att köpa honom. Han blev italiensk medborgare och spelade för det italienska landslaget mellan 1954 och 1958.
Efter avslutad karriär på planen blev Schiaffino tränare för både Peñarol och Uruguays landslag.

## Meriter
Uruguay
- Världsmästare i fotboll 1950

 Peñarol

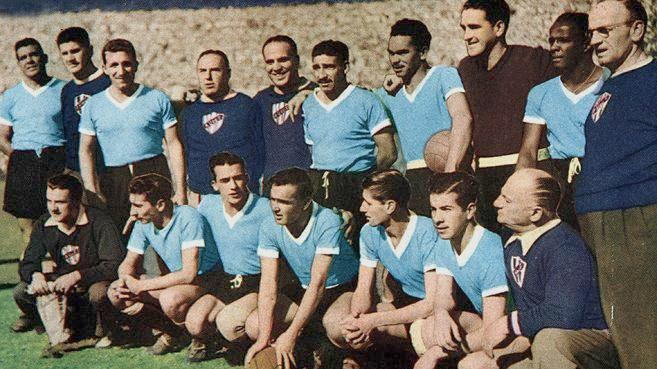
Juan Schiaffino står hukad på dem främre raden, femte från vänster sida.
Bilden är tagen under VM 1950.

- Primera División (ligasegrare): 5 (1944, 1949, 1951, 1953, 1954)
- Bäste anfallaren i Primera División 1945

 AC Milan
- Serie A (ligasegrare): 3 (1955, 1957, 1959)
- Coppa Latina: 1 (1956)

 AS Roma
- Inter-Cities Fairs Cup (UEFA Cupen): 1 (1961)

## Landslagsfakta
Uruguay
| Kronologisk lista över landskampsmål – Uruguay | Kronologisk lista över landskampsmål – Uruguay | Kronologisk lista över landskampsmål – Uruguay | Kronologisk lista över landskampsmål – Uruguay | Kronologisk lista över landskampsmål – Uruguay | Kronologisk lista över landskampsmål – Uruguay | Kronologisk lista över landskampsmål – Uruguay | Kronologisk lista över landskampsmål – Uruguay | Kronologisk lista över landskampsmål – Uruguay |
| Nr                                             | Datum                                          | Spelplats                                      | Hemmalag                                       | Resultat                                       | Bortalag                                       | Mål                                            | Evenemang                                      |                                                |
| ---------------------------------------------- | ---------------------------------------------- | ---------------------------------------------- | ---------------------------------------------- | ---------------------------------------------- | ---------------------------------------------- | ---------------------------------------------- | ---------------------------------------------- | ---------------------------------------------- |
| 1                                              | 6 maj 1950                                     | Estádio do Pacaembu, São Paulo                 | Brasilien                                      | 3 – 4                                          | Uruguay                                        | ?                                              | Copa Rio Branco                                |                                                |
| 2                                              | 2 juli 1950                                    | Estádio Independência, Belo Horizonte          | Uruguay                                        | 8 – 0                                          | Bolivia                                        | 3 – 0                                          | VM 1950 Gruppspel                              |                                                |
| 3                                              | 2 juli 1950                                    | Estádio Independência, Belo Horizonte          | Uruguay                                        | 8 – 0                                          | Bolivia                                        | 6 – 0                                          | VM 1950 Gruppspel                              |                                                |
| 4                                              | 16 juli 1950                                   | Maracanã, Rio de Janeiro                       | Uruguay                                        | 2 – 1                                          | Brasilien                                      | 1 – 1                                          | VM 1950 Final                                  |                                                |
| 5                                              | 23 maj 1954                                    | Stade La Pontaise, Lausanne                    | Schweiz                                        | 3 – 3                                          | Uruguay                                        | ?                                              |                                                |                                                |
| 6                                              | 5 juni 1954                                    | Saarbrücken, Tyskland                          | Saarland                                       | 1 – 7                                          | Uruguay                                        | ?                                              |                                                |                                                |
| 7                                              | 16 juni 1954                                   | Wankdorf Stadion, Bern                         | Uruguay                                        | 2 – 0                                          | Tjeckoslovakien                                | 2 – 0                                          | VM 1954 Gruppspel                              |                                                |
| 8                                              | 26 juni 1954                                   | St. Jakob Stadion, Basel                       | Uruguay                                        | 4 – 2                                          | England                                        | 3 – 1                                          | VM 1954 Kvartsfinal                            |                                                |

| Kronologisk lista över spelade landskamper – Uruguay | Kronologisk lista över spelade landskamper – Uruguay | Kronologisk lista över spelade landskamper – Uruguay | Kronologisk lista över spelade landskamper – Uruguay | Kronologisk lista över spelade landskamper – Uruguay | Kronologisk lista över spelade landskamper – Uruguay | Kronologisk lista över spelade landskamper – Uruguay | Kronologisk lista över spelade landskamper – Uruguay | Kronologisk lista över spelade landskamper – Uruguay |
| Nr                                                   | Datum                                                | Spelplats                                            | Hemmalag                                             | Resultat                                             | Bortalag                                             | Mål                                                  | Evenemang                                            |                                                      |
| ---------------------------------------------------- | ---------------------------------------------------- | ---------------------------------------------------- | ---------------------------------------------------- | ---------------------------------------------------- | ---------------------------------------------------- | ---------------------------------------------------- | ---------------------------------------------------- | ---------------------------------------------------- |
| 1                                                    | 10 januari 1946                                      | Estadio Centenario, Montevideo                       | Uruguay                                              | 1 – 1                                                | Brasilien                                            |                                                      | Copa Rio Branco                                      |                                                      |
| 2                                                    | 1 april 1947                                         | Rio de Janeiro, Brasilien                            | Brasilien                                            | 3 – 2                                                | Uruguay                                              |                                                      | Copa Rio Branco                                      |                                                      |
| 3                                                    | 11 april 1948                                        | Estadio Centenario, Montevideo                       | Uruguay                                              | 4 – 2                                                | Brasilien                                            |                                                      | Copa Rio Branco                                      |                                                      |
| 4                                                    | 30 april 1950                                        | Rio de Janeiro, Brasilien                            | Uruguay                                              | 3 – 2                                                | Paraguay                                             |                                                      | Copa Trompowski                                      |                                                      |
| 5                                                    | 6 maj 1950                                           | Estádio do Pacaembu, São Paulo                       | Brasilien                                            | 3 – 4                                                | Uruguay                                              | 1                                                    | Copa Rio Branco                                      |                                                      |
| 6                                                    | 14 maj 1950                                          | Rio de Janeiro, Brasilien                            | Brasilien                                            | 3 – 2                                                | Uruguay                                              |                                                      | Copa Rio Branco                                      |                                                      |
| 7                                                    | 18 maj 1950                                          | Rio de Janeiro, Brasilien                            | Brasilien                                            | 1 – 0                                                | Uruguay                                              |                                                      | Copa Rio Branco                                      |                                                      |
| 8                                                    | 2 juli 1950                                          | Estádio Independência, Belo Horizonte                | Uruguay                                              | 8 – 0                                                | Bolivia                                              | 2                                                    | VM 1950 Gruppspel                                    |                                                      |
| 9                                                    | 9 juli 1950                                          | Estádio do Pacaembu, São Paulo                       | Uruguay                                              | 2 – 2                                                | Spanien                                              |                                                      | VM 1950 Slutspel                                     |                                                      |
| 10                                                   | 13 juli 1950                                         | Estádio do Pacaembu, São Paulo                       | Uruguay                                              | 3 – 2                                                | Sverige                                              |                                                      | VM 1950 Slutspel                                     |                                                      |
| 11                                                   | 16 juli 1950                                         | Maracanã, Rio de Janeiro                             | Uruguay                                              | 2 – 1                                                | Brasilien                                            | 1                                                    | VM 1950 Final                                        |                                                      |
| 12                                                   | 31 maj 1953                                          | Estadio Centenario, Montevideo                       | Uruguay                                              | 2 – 1                                                | England                                              |                                                      |                                                      |                                                      |
| 13                                                   | 10 april 1954                                        | Estadio Centenario, Montevideo                       | Uruguay                                              | 1 – 4                                                | Paraguay                                             |                                                      |                                                      |                                                      |
| 14                                                   | 18 april 1954                                        | Asunción, Paraguay                                   | Paraguay                                             | 1 – 1                                                | Uruguay                                              |                                                      |                                                      |                                                      |
| 15                                                   | 23 maj 1954                                          | Stade La Pontaise, Lausanne                          | Schweiz                                              | 3 – 3                                                | Uruguay                                              | 1                                                    |                                                      |                                                      |
| 16                                                   | 5 juni 1954                                          | Saarbrücken, Tyskland                                | Saarland                                             | 1 – 7                                                | Uruguay                                              | 1                                                    |                                                      |                                                      |
| 17                                                   | 16 juni 1954                                         | Wankdorf Stadion, Bern                               | Uruguay                                              | 2 – 0                                                | Tjeckoslovakien                                      | 1                                                    | VM 1954 Gruppspel                                    |                                                      |
| 18                                                   | 19 juni 1954                                         | St. Jakob Stadion, Basel, Schweiz                    | Uruguay                                              | 7 – 0                                                | Skottland                                            |                                                      | VM 1954 Gruppspel                                    |                                                      |
| 19                                                   | 26 juni 1954                                         | St. Jakob Stadion, Basel                             | Uruguay                                              | 4 – 2                                                | England                                              | 1                                                    | VM 1954 Kvartsfinal                                  |                                                      |
| 20                                                   | 30 juni 1954                                         | Stade La Pontaise, Lausanne, Schweiz                 | Ungern                                               | 4 – 2                                                | Uruguay                                              |                                                      | VM 1954 Semifinal                                    |                                                      |
| 21                                                   | 3 juli 1954                                          | Sportzplatz Hardturm, Zürich, Schweiz                | Österrike                                            | 3 – 1                                                | Uruguay                                              |                                                      | VM 1954 Bronsmatch                                   |                                                      |

Italien
| Kronologisk lista över spelade landskamper – Italien | Kronologisk lista över spelade landskamper – Italien | Kronologisk lista över spelade landskamper – Italien | Kronologisk lista över spelade landskamper – Italien | Kronologisk lista över spelade landskamper – Italien | Kronologisk lista över spelade landskamper – Italien | Kronologisk lista över spelade landskamper – Italien | Kronologisk lista över spelade landskamper – Italien | Kronologisk lista över spelade landskamper – Italien |
| Nr                                                   | Datum                                                | Spelplats                                            | Hemmalag                                             | Resultat                                             | Bortalag                                             | Mål                                                  | Evenemang                                            |                                                      |
| ---------------------------------------------------- | ---------------------------------------------------- | ---------------------------------------------------- | ---------------------------------------------------- | ---------------------------------------------------- | ---------------------------------------------------- | ---------------------------------------------------- | ---------------------------------------------------- | ---------------------------------------------------- |
| 1                                                    | 5 december 1954                                      | Rom, Italien                                         | Italien                                              | 2 – 0                                                | Argentina                                            |                                                      | Träningsmatch                                        |                                                      |
| 2                                                    | 4 december 1957                                      | Belfast, Nordirland                                  | Nordirland                                           | 2 – 2                                                | Italien                                              |                                                      | Träningsmatch                                        |                                                      |
| 3                                                    | 22 december 1957                                     | Milano, Italien                                      | Italien                                              | 3 – 0                                                | Portugal                                             |                                                      | VM-kval 1958                                         |                                                      |
| 4                                                    | 15 januari 1958                                      | Belfast, Nordirland                                  | Nordirland                                           | 2 – 1                                                | Italien                                              |                                                      | VM-kval 1958                                         |                                                      |